# Émile Idée
Émile Idée (Nouvion-le-Comte, 19 juli 1920 – Parijs, 30 december 2024) was een Frans wielrenner.

## Levensloop en carrière
Idée werd prof in 1940. Hij won in 1942 en 1947 het Frans kampioenschap wielrennen voor elite. In de Ronde van Frankrijk 1949 won hij de dertiende etappe. Idée is tevens mede-recordhouder van het aantal overwinningen in het Internationaal Wegcriterium, dat hij vijfmaal wist te winnen. In 1948 werd hij tweede in Parijs-Roubaix. 
Idée overleed op 30 december 2024 op 104-jarige leeftijd. Hij was op dat moment de oudste etappewinnaar uit de geschiedenis van de Ronde van Frankrijk. Die fakkel gaf hij door aan Bernardo Ruiz.

## Resultaten in voornaamste wedstrijden
| Jaar | Ronde van Italië | Ronde van Frankrijk | Ronde van Spanje |
| ---- | ---------------- | ------------------- | ---------------- |
| 1943 |                  |                     |                  |
| 1946 |                  |                     |                  |
| 1947 |                  | opgave              |                  |
| 1948 |                  | opgave              |                  |
| 1949 |                  | opgave (1)          |                  |
| 1950 |                  |                     |                  |
| 1951 |                  |                     |                  |

| Jaar | Parijs-Roubaix | Ronde van Lombardije | Parijs-Brussel |
| ---- | -------------- | -------------------- | -------------- |
| 1943 | 37e            |                      |                |
| 1946 |                | 14e                  |                |
| 1947 |                |                      |                |
| 1948 | ↑              |                      |                |
| 1949 | 12e            |                      |                |
| 1950 |                |                      | 9e             |
| 1951 |                |                      | 23e            |